# Helga Franck
Helga Franck (* 1933 in Lübeck; † Anfang Februar 1963 in München) war eine deutsche Schauspielerin.
Sie wirkte in mehreren Filmproduktionen der späten 1950er-Jahre mit. Franck starb nach dem Sturz aus einer Wohnung im 5. Stock.

## Filmografie
- 1954: Auf der Reeperbahn nachts um halb eins
- 1956: Wo der Wildbach rauscht
- 1956: Der Fremdenführer von Lissabon
- 1957: Heiraten verboten
- 1957: Zwei Bayern im Harem
- 1958: Auch Männer sind keine Engel (Wiener Luft)
- 1958: Mikosch, der Stolz der Kompanie
- 1960: Ein Toter hing im Netz
- 1960: Die Glocke ruft (Glocken läuten überall)